# Barra
Barra (/ˈbærə/; tiếng Gael Scotland: Barraigh [ˈparˠaj] hoặc Eilean Bharraigh [ˈelan ˈvarˠaj] ⓘ) là một hòn đảo trong Hebrides bên ngoài, Scotland, và là hòn đảo có người ở cực nam thứ hai ở đó, sau hòn đảo liền kề Vatersay mà nó được nối với nhau bằng đường đắp cao.
Năm 2011, dân số là 1.174 người. Tiếng Gaelic được sử dụng rộng rãi và tại cuộc điều tra dân số năm 2011, có 761 người nói tiếng Gaelic (62% dân số).

## Địa lý
Đảo Barra rộng khoảng 60 km2 (23 dặm vuông Anh), dài 11 dặm (18 km) và rộng 6 dặm (10 km) rộng. Một đường đơn, A888, chạy quanh bờ biển phía nam của hòn đảo theo vùng đất bằng phẳng nhất và phục vụ nhiều khu định cư ven biển. Nội thất của hòn đảo ở đây là đồi núi và không có người ở. Phía tây và phía bắc của hòn đảo có những bãi cát trắng bao gồm cát được tạo ra từ vỏ sò biển liền kề với machair, trong khi phía đông nam có nhiều vịnh đá. Ở phía bắc, một bán đảo cát chạy đến sân bay bãi biển và Eoligarry.

## Giao thông

### Hàng không

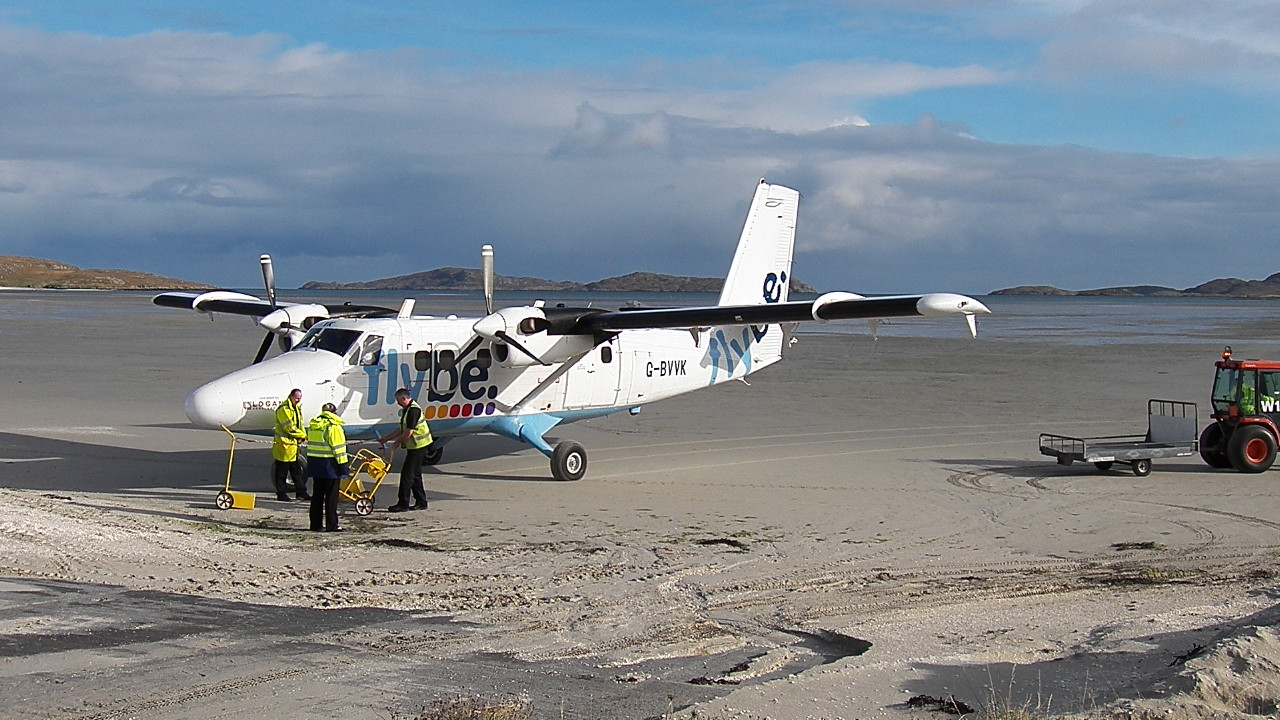
Máy bay Twin Otter tại sân bay Barra.

Sân bay Barra, gần Northbay, sử dụng bãi biển vỏ sò của An Tràigh Mhòr ("The Great Beach") làm đường băng. Máy bay có thể hạ cánh và chỉ cất cánh khi thủy triều thấp, vì vậy thời gian biểu thay đổi. Bình chọn vị trí hạ cánh đẹp nhất thế giới bằng chuyến bay theo lịch trình, Sân bay của Barra được tuyên bố là sân bay duy nhất trên thế giới có các chuyến bay theo lịch trình thường xuyên hạ cánh trên một bãi biển. Máy bay đang bay đi đến đảo này là đang hoạt động trên Barra là de Havilland Canada DHC-6 Twin Otter, được bay bởi Loganair đi đến Glasgow. Thường có các chuyến bay mỗi ngày trong tuần vào mùa hè.

### Đường biển
Một tuyến phà Ro-Ro lớn chạy giữa đảo và Oban từ bến phà tại Castlebay, và mất khoảng 5 giờ. Một chiếc phà xe nhỏ hơn nối đảo đến Nam Uist và đi giữa Ardmore (An Àird Mhòr) ở phía bắc đảo và Ceann a' Gharaidh ở Eriskay (Èirisgeigh). Phà đi mất khoảng 40 phút. Cả hai đều được điều hành bởi Caledonia MacBrayne.

### Đường nội bộ
Có xe buýt địa phương, sử dụng A888 hình tròn và đường đến bến phà phía bắc đến Eriskay và sân bay, và thường đi cùng với thời gian bay và thời gian phà.